# Джонс, Малия
Ма́лия Джонс-Сте́дман (англ. Malia Jones-Stedman, 27 марта 1977, Лома-Линда) — американская фотомодель и сёрфингистка.

## Биография
Малия Джонс родилась 27 марта 1977 года в Лома-Линде (штат Калифорния, США) в семье английского, немецкого и испано-филиппинского происхождения.

## Карьера
Малия с ранних лет занималась конкурентоспособным сёрфингом, а в 15-летнем возрасте победила на американском женском сёрфинг-конкурсе «Amateur Surfing Championship».
Во время сёрфинга Малия была замечена человеком из модельного бизнеса, который предложил ей работу модели — показ купальников. Джонс согласилась и с тех пор длится её модельная карьера.
Многократно включалась в различные списки самых красивых и сексуальных женщин мира.

## Личная жизнь
В 1999—2007 года Малия была замужем за сёрфером Конаном Хэйс.
В 2007—начале 2010-х годов Малия замужем за сёрфером Люком Стедманом. В этом браке Джонс родила своего первенца — сына Спайка Стедмана (род. в апреле 2009).
С апреля 2014 года Малия замужем в третий раз за актёром Алексом О’Лафлином (род.1976), с которым она встречалась 2 года до их свадьбы. В этих отношениях Джонс родила своего второго сына — Лиона О’Лафлина (род.25.10.2012).